# 藤原国光
藤原 国光（ふじわら の くにみつ）は、平安時代中期の貴族。藤原北家山蔭流、左大臣・藤原在衡の子。官位は正四位下・治部卿。

## 経歴
村上朝の天暦4年（950年）右少弁に任ぜられると、弁官を務めながら昇進し、応和3年（963年）従四位下・権左中弁の官位にあった。
村上朝末から地方官に転じ、近江守・大和守・大宰大弐を歴任。円融朝にて正四位下・治部卿に至った。

## 官歴
- 時期不詳：従五位下
- 天暦4年（950年） 3月：右少弁[1]
- 天徳4年（960年） 日付不詳：見権右中弁[2]
- 応和元年（961年） 日付不詳：見権左中弁[3]
- 応和3年（963年） 日付不詳：見従四位下[4]
- 康保3年（966年） 閏8月15日：見近江守従四位上[5]
- 安和2年（969年） 11月1日：見大和守[6]
- 天禄3年（972年） 正月：大宰大弐[1]
- 貞元2年（977年） 日付不詳：大和守[6]
- 時期不詳：治部卿[7]。正四位下[7]

## 系譜
- 父：藤原在衡
- 母：清原高峯の娘
- 妻：藤原有好の娘[8]（または有季[7]）
  - 次男：藤原忠輔（944-1013）
- 生母不明の子女
  - 長男：藤原順時
  - 女子：藤原遠量室